# Kristin Lehman

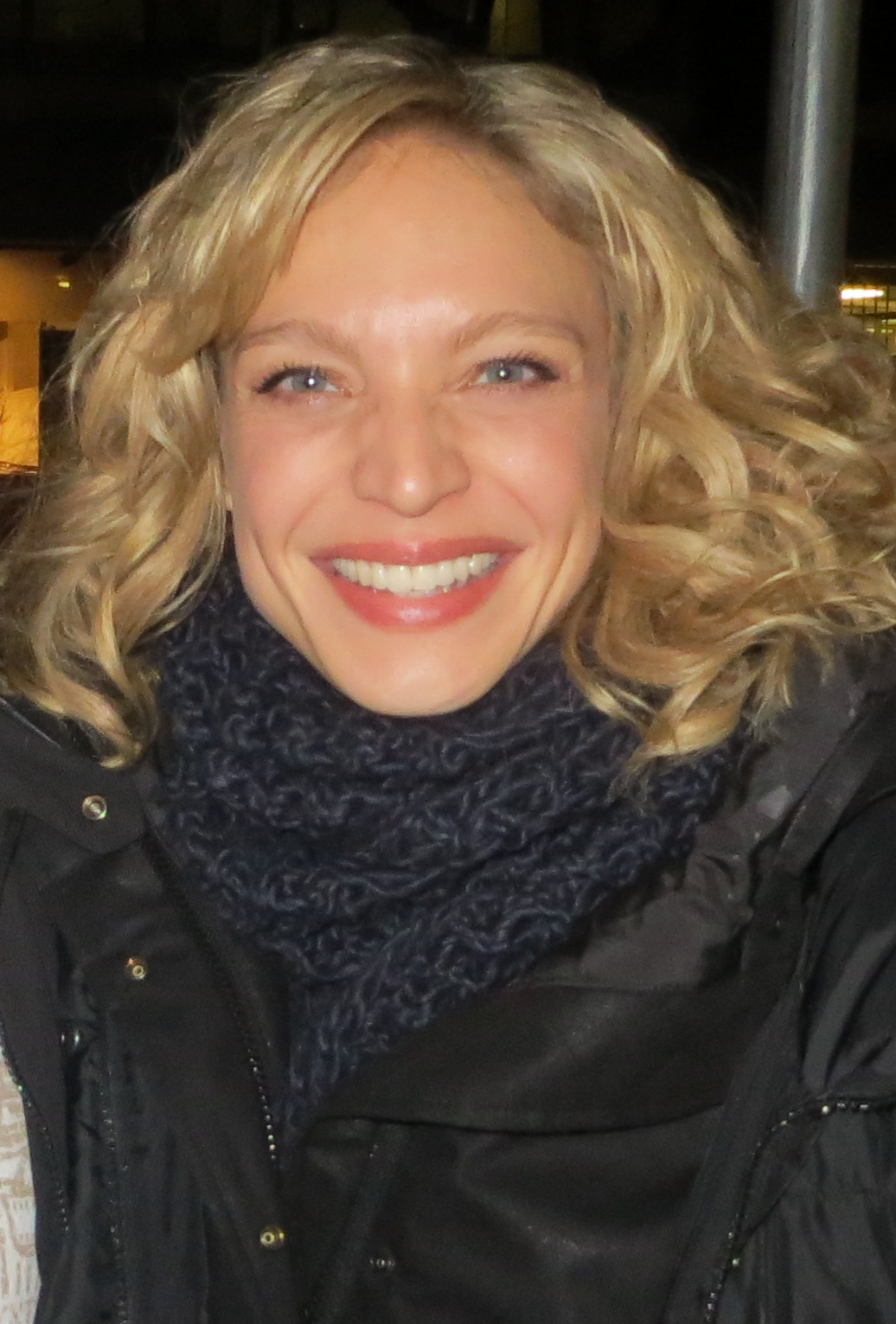
Kristin Lehman (2012)

Kristin Lehman (* 3. Mai 1972 in Toronto, Ontario) ist eine kanadische Schauspielerin.

## Leben
Lehman wuchs in Vancouver auf. Nach ihrer Berufskarriere in Kanada ging sie in die USA.
Zu ihren bekanntesten Filmen gehören Alaska – Die Spur des Polarbären (mit Thora Birch und Charlton Heston), Hemoglobin (mit Roy Dupuis und Rutger Hauer), The Way of the Gun (mit James Caan und Benicio Del Toro), Riddick: Chroniken eines Kriegers (mit Vin Diesel und Judi Dench) und The Sentinel – Wem kannst du trauen? (mit Michael Douglas und Kiefer Sutherland). Einem größeren Fernsehpublikum wurde sie durch ihre Rolle in der Fernsehserie Poltergeist – Die unheimliche Macht bekannt.
Neben ihren Filmen hat Lehman sich durch eine Vielzahl von Gastauftritten in Fernsehserien einen Namen gemacht. Dazu zählen Nick Knight – Der Vampircop, Kung Fu – Im Zeichen des Drachen, Felicity, Outer Limits – Die unbekannte Dimension und Für alle Fälle Amy. 
Im Jahr 2002 wurde Lehman für den Gemini Award in der Kategorie Best Performance by an Actress in a Guest Role in a Dramatic Series für ihren Gastauftritt in Andromeda nominiert.
Sie ist seit dem 19. Mai 2007 mit dem Schauspieler Adam Greydon Reid verheiratet. Die beiden sind Eltern eines Sohnes.

## Filmografie (Auswahl)
- 1995–1996: Nick Knight – Der Vampircop (Forever Knight, Fernsehserie, 4 Folgen)
- 1996: Ed McBain – Tod einer Tänzerin (Ed McBain's 87th Precinct: Ice)
- 1996: Ein Mountie in Chicago (Due South, Fernsehserie, Folge Flashback)
- 1996: Alaska – Die Spur des Polarbären (Alaska)
- 1996–2001: Outer Limits – Die unbekannte Dimension (The Outer Limits, Fernsehserie, 4 Folgen)
- 1997: Kung Fu – Im Zeichen des Drachen (Kung Fu, Fernsehserie, 6 Folgen)
- 1997: PSI Factor – Es geschieht jeden Tag (PSI Factor, Fernsehserie, Folge The Undead, The/Stalker)
- 1997: Bliss – Im Augenblick der Lust (Bliss)
- 1997: Hemoglobin (Bleeders)
- 1997: Mission Erde – Sie sind unter uns (Earth: Final Conflict, Folge Resurrection)
- 1998: Akte X – Die unheimlichen Fälle des FBI (Akte X, Fernsehserie, Folge Kill Switch)
- 1998–1999: Poltergeist – Die unheimliche Macht (Poltergeist: The Legacy, Fernsehserie, 18 Folgen)
- 1998: Dog Park
- 1999: Eine grauenvolle Familie (Dinner at Fred's)
- 2000: The Way of the Gun
- 2001: Felicity (4 Folgen)
- 2002: Verdict in Blood
- 2002–2003: Andromeda (Fernsehserie, 2 Folgen)
- 2002–2003: Für alle Fälle Amy (Judging Amy, Fernsehserie, 20 Folgen)
- 2004: Riddick: Chroniken eines Kriegers (The Chronicles of Riddick)
- 2005: Lie with Me – Liebe mich (Lie with Me)
- 2005–2006: Killer Instinct (Fernsehserie, 12 Folgen)
- 2006: The Sentinel – Wem kannst du trauen? (The Sentinel)
- 2006: Prison Break (Fernsehserie)
- 2011: Castle (Fernsehserie, Folge 4x05 Im Auge des Betrachters)
- 2011–2012: The Killing (Fernsehserie, 24 Folgen)
- 2012: Ein tolles Leben – Hast du keins, nimm dir eins (Arthur Newman)
- 2013–2016: Motive (Fernsehserie, 52 Folgen)
- 2014: The Loft
- 2017: Saving Hope (Fernsehserie, 2 Folgen)
- 2017: Rogue (Fernsehserie, 6 Folgen)
- 2017–2018: Ghost Wars (Fernsehserie, 8 Folgen)
- 2018: Altered Carbon – Das Unsterblichkeitsprogramm (Altered Carbon, Fernsehserie, 10 Folgen)
- 2018: The Arrangement (Fernsehserie, 2 Folgen)
- 2019: Lie Exposed
- 2019: Hospital Show (Fernsehserie, 5 Folgen)
- 2020: The Twilight Zone (Fernsehserie, Folge Meet in the Middle)
- 2021: Midnight Mass (Miniserie, 7 Folgen)
- 2022: Grey’s Anatomy (Fernsehserie, 1 Folge)